# Johannes Oldsen
Johannes Oldsen (13. april 1894 i Lindholm – 30. september 1958 smst) var en nordfrisisk politiker for Sydslesvigsk Vælgerforening.
Nordfriseren Johannes Oldsen blev født i Lindholm ved Nibøl. Som tysk officer deltog han i den 1. Verdenskrig. Efter krigen udtalte han sig for at Mellemslesvig skulle genforenes med Danmark. I 1923 var han medstifter af den dansk-orienterede Frisisk-Slesvigsk Forening, som han også blev formand for, indtil foreningen i 1933 blev forbudt af nazisterne. I årene 1925 til 1933 var han medlem af kredsdagen i Sydtønder kreds, hvor han som eneste stemte imod nazisternes gleichschaltung.
Efter 2. Verdenskrig genetableredes foreningen igen med Johannes Oldsen som formand. I kort tid var han også landråd i Sydtønder kreds. Som de nationale friseres leder sendte Johannes Oldsen umiddelbart efter den tyske kapitulation i 1945 et brev til samlingsregerings udenrigsminister John Christmas Møller, hvori han udtrykte sine forhåbninger om, at Nordfrisland som del af Sydslesvig ville blive tilsluttet Danmark. Fra 1946 til 1947 var Oldsen også medlem af den danske landdagsgruppe i landdagen i Kiel.

## Eksterne links
- Sydslesvigsk Vælgerforening: Friseren i SSW Arkiveret 9. maj 2012 hos  Wayback Machine